# Medicatie bij ADHD

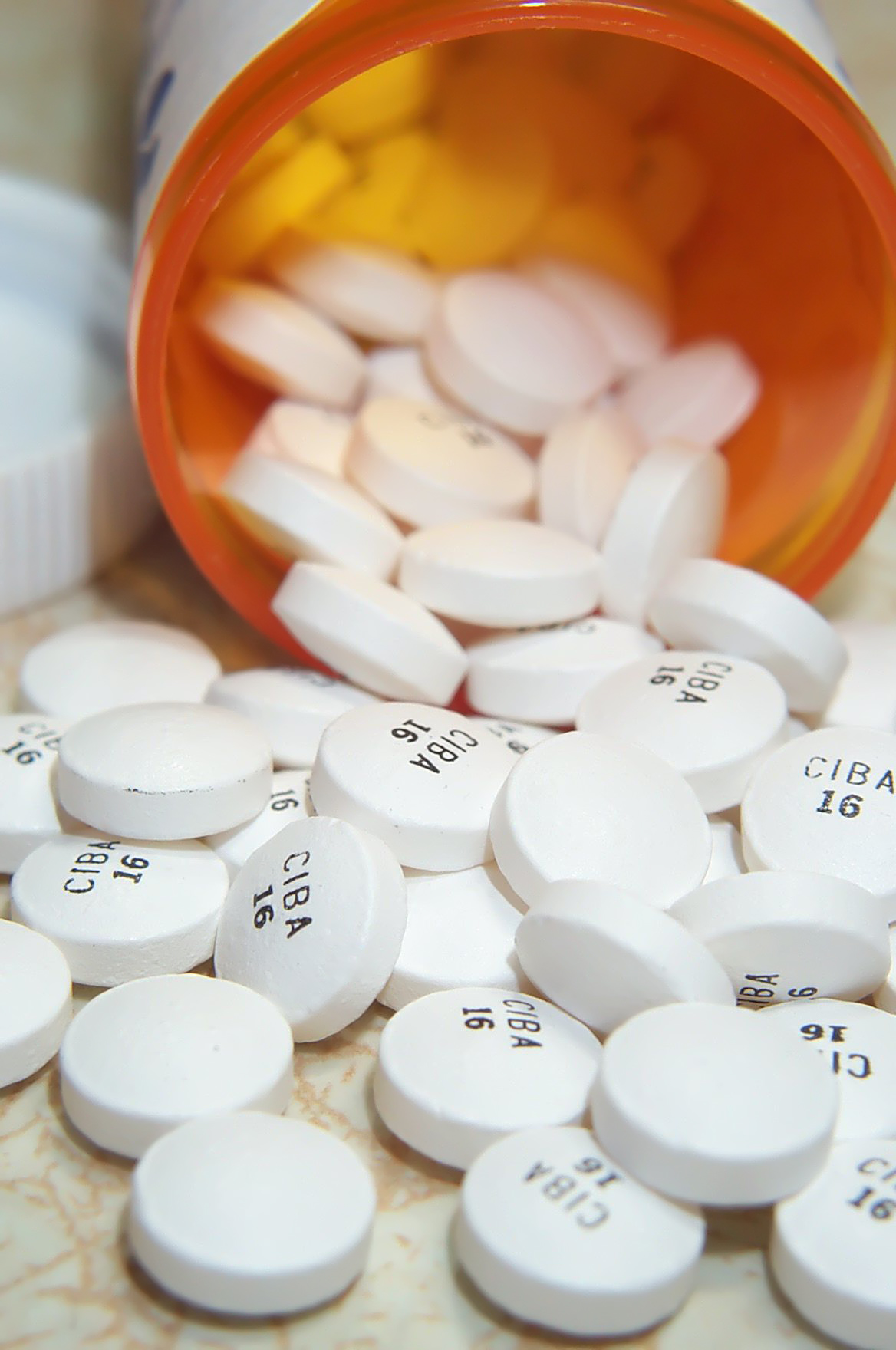
Dragees met vertraagde afgifte

Er bestaat geen medicatie die ADHD kan genezen. Wel worden medicijnen toegepast om de symptomen van ADHD te verminderen of te laten verdwijnen.
De voorkeursbehandeling van ADHD bij kinderen zou moeten bestaan uit maatregelen zonder geneesmiddelen en eventueel gedragstherapie. Als dat niet voldoende werkt kan als ondersteuning methylfenidaat worden voorgeschreven. Dit is in Nederland de voorkeursmedicatie. Er zijn enkele alternatieven als die medicatie onvoldoende effectief is, of nadelen heeft.

## Voorkomen van ADHD
De Nederlandse Gezondheidsraad schatte in het jaar 2000 dat ongeveer 2% van de kinderen tussen de vijf en veertien jaar zulke ernstige symptomen van ADHD of ADD heeft dat specifieke behandeling nodig is.

## Behandeling zonder medicatie
Behalve psycho-educatie om de kennis van alle betrokkenen te vergroten, is een intensieve vorm van indirecte gedragstherapie aangewezen als behandeling van ADHD. Dit gebeurt vaak in de vorm van 'parent management training' (PMT) en 'mediatraining' van ouders en leerkrachten. Directe gedragstherapie aan het kind is voor de lange termijn veel minder effectief gebleken. Bij onvoldoende resultaat kan hieraan een medicamenteuze behandeling worden toegevoegd.

## Medicatie tegen ADHD
In Nederland zijn alleen methylfenidaat en atomoxetine geregistreerd voor de behandeling van ADHD bij kinderen van 6 jaar en ouder en voor adolescenten.
Medicatie wordt als optie beschouwd indien op andere wijze onvoldoende stemmings- en gedragsverandering kan worden bereikt. Wanneer men spreekt van een positieve reactie op medicatie, dan beoordeelt men dat meestal vanuit het slagen van symptoomonderdrukking en vanuit het oogpunt van de omgeving die van het gedrag van een ADHD'er hinder ondervindt. Psycho-educatie kan desgewenst zorgen voor meer inzicht in oud symptoomgedrag, en dankzij de medicatie kan er ruimte ontstaan om nieuw gedrag aan te leren.
Door mensen met ADHD worden de positieve effecten van deze medicatie ervaren als het verkrijgen van meer rust en overzicht in hun bestaan. Het ingesteld zijn op de juiste medicatie en een afdoende dosering kan de start van een beter functioneren zijn.
Alle ADHD-middelen zijn psychofarmaca. Deze beïnvloeden de werking van neurotransmitters, met name van dopamine en noradrenaline. De exacte wijze waarop de ADHD-symptomen worden verminderd is niet bekend. Het meest voorgeschreven worden psychostimulantia zoals methylfenidaat en noradrenalineheropnameremmers als atomoxetine en in bepaalde gevallen ook wel 'tricyclische antidepressiva' als imipramine of nortriptyline.
Antidepressiva en antipsychotica zijn geen specifieke ADHD-middelen, maar worden in verband met het veel voorkomen van comorbide stoornissen wel regelmatig toegepast.
Op 25 september 2008 verscheen in de Gazet van Antwerpen een bericht dat de hoogste Britse gezondheidsinstanties ouders aanraadden om alleen maar de meest onhandelbare kinderen, als laatste oplossing, Rilatine (in Nederland bekend als Ritalin) toe te dienen, en het niet te geven aan kinderen die jonger zijn dan vijf jaar.

## Medicatie gecombineerd met andere therapie
Medicamenteuze therapie kan worden gecombineerd met andere vormen van behandeling, onder bepaalde voorwaarden. Afhankelijk van de problemen die zich bij ADHD voordoen, gaat het om opvoedingsondersteuning, sociale vaardigheidstraining, leervaardigheden, enzovoorts.
Uit een aantal studies blijkt dat medicatie effectiever is dan gedragstherapie. De combinatie van medicatie en gedragstherapie is in sommige studies effectiever gebleken dan alleen medicatie. Andere studies toonden aan dat de combinatie niet effectiever is dan alleen medicatie.

## Medicatie

### Methylfenidaat

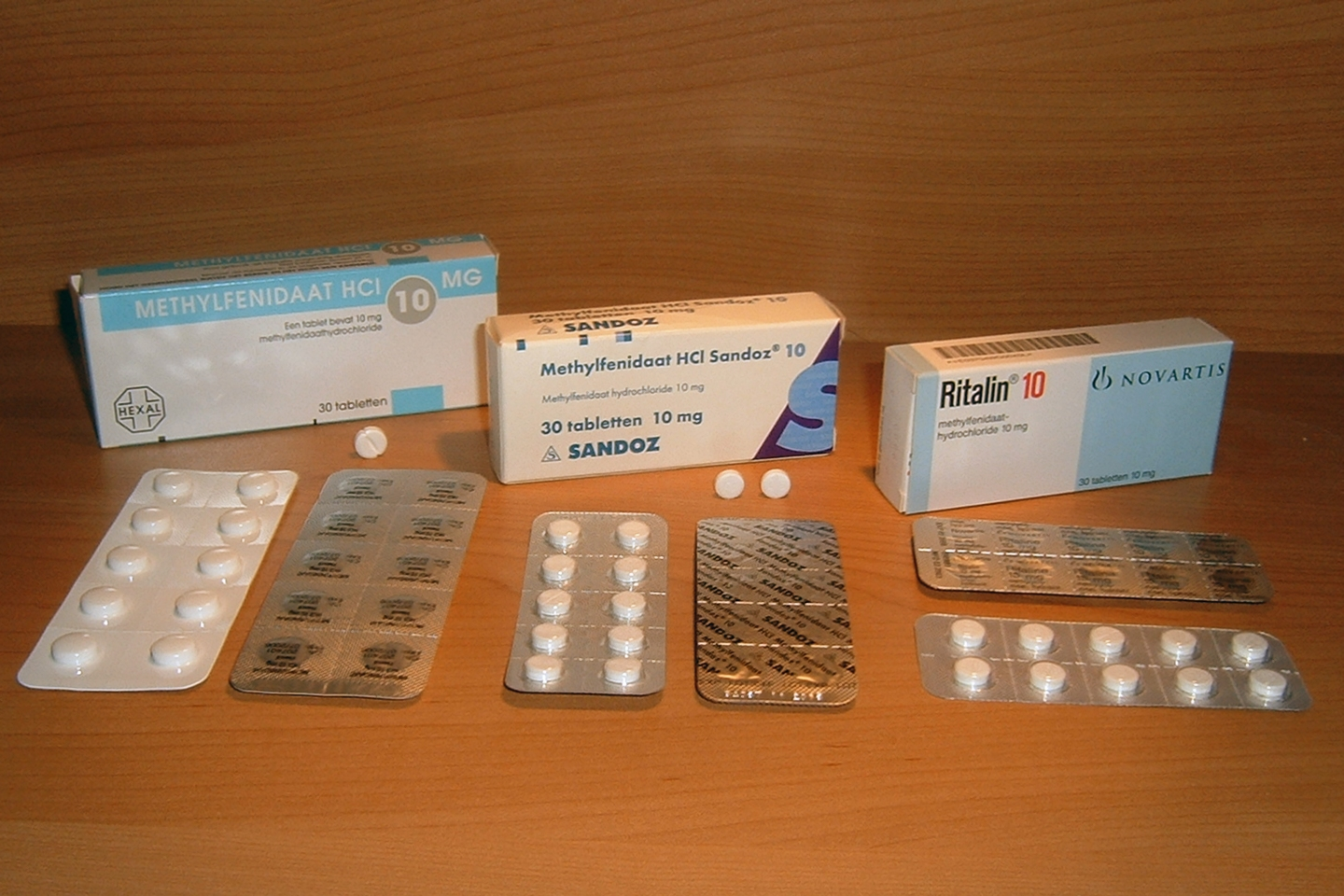
Enkele verkrijgbare tabletten Methylfenidaat

Onderzoek heeft aangetoond dat ongeveer 70-80% van de kinderen met ADHD positief reageert op methylfenidaat, waarbij het aandachtstekort, de hyperactiviteit en de impulsiviteit aanzienlijk minder worden. Ook is bewezen dat de medicatie bij ADHD'ers leidt tot een verlaagde kans op drugsgebruik, omdat drugs als vorm van zelfmedicatie overbodig zijn geworden.
Zowel methylfenidaat als dexamfetamine zijn psychostimulantia, die beide onder de Opiumwet vallen:
- stimulantia met een piperidine-kern (methylfenidaat)
- stimulantia met een fenethylamine-kern (amfetamine-achtigen)

Psychostimulantia hebben een paradoxale werking. Waar personen zonder ADHD door deze middelen eerder onrustig worden, worden personen met ADHD bij een juiste dosering rustiger. De verklaring ligt waarschijnlijk in de afwijkende hersenstructuur bij ADHD. Verondersteld wordt, dat de delen van de hersenen die normaal de onrust moeten onderdrukken, door de stimulantia worden geactiveerd en daardoor hun werk beter kunnen verrichten. Dit werkt echter niet bij iedereen.

### Dexamfetamine
Bij onvoldoende effect of hinderlijke bijwerkingen van methylfenidaat komt atomoxetine of dextro-amfetamine in aanmerking voor de behandeling bij ADHD. Dexamfetamine is een variant van amfetamine heeft een ander werkingsmechanisme dan methylfenidaat. Dexamfetamine bevordert de afgifte van dopamine en noradrenaline; methylfenidaat remt de heropname ervan. Twee verschillende manieren om de beschikbaarheid van deze neurotransmitters te verhogen. Het kan daarom zijn, dat iemand gunstiger reageert op dexamfetamine dan op methylfenidaat, of omgekeerd.
Een voordeel van dexamfetamine is dat het een minder hevig rebound-effect geeft (tijdelijke heftige verergering van de ADHD-symptomen als de dosis uitgewerkt is) dan methylfenidaat. Dexamfetamine heeft een langere werkingsduur dan de kortwerkende vorm van methylfenidaat, maar werkt minder lang dan de langwerkende vorm.
Dexamfetamine wordt in Nederland vrij weinig toegepast, maar het krijgt meer bekendheid. Het middel is in Nederland geregistreerd als Tentin, voorheen Amfexa. Dexamfetamine werd bereid en geleverd door de apotheek zelf en volledig vergoed door de basisverzekering. Nu er een fabrikant is die dexamfetamine (onder de naam Tentin) op de markt brengt, mogen apothekers dit middel niet meer zelf maken en leveren. Tevens is een tweede registratie als Dexamed® onderweg Buiten de Benelux zijn ook andere amfetaminepreparaten verkrijgbaar, in de VS bijvoorbeeld zijn Desoxyn(dextro-methamfetamine) en Adderal(een mengsel van 4 verschillende amfetaminezouten) verkrijgbaar.

### Atomoxetine
In april 2005 is in Nederland de merknaam Strattera geregistreerd met de werkzame stof (atomoxetine). Het is bedoeld voor de behandeling van ADHD bij kinderen van 6 jaar en ouder, adolescenten en volwassenen, als onderdeel van een breed behandelprogramma. Strattera is het eerste non-psychostimulans dat is geregistreerd voor deze indicatie. In Nederland is tot nu toe alleen atomoxetine geregistreerd voor de behandeling van ADHD bij volwassenen.

### Pipamperon
Pipamperon is de werkzame stof in Dipiperon. Dit is een zogeheten antipsychoticum. Het wordt echter ook voorgeschreven bij ernstige opwinding en onrust. Antipsychotica worden voorgeschreven in een lichte dosering wanneer er sprake is van een autismespectrumstoornis in combinatie met ADHD en soms ook bij tics. Dit als alternatief voor psychostimulantia.
Antipsychotica hebben in de regel een antagonistische werking op de dopamine-receptoren. Het werkingsmechanisme is daarmee tegengesteld aan dat van psychostimulantia als methylfenidaat en dexamfetamine. Het gelijktijdig gebruik zou daarom moeten worden vermeden.

### Melatonine
ADHD gaat vaak gepaard met slaapklachten, zoals moeilijk inslapen of een slechte slaapkwaliteit, niet alleen als bijwerking van medicatie, maar ook als direct symptoom van ADHD. Experimenteel wordt hiervoor melatonine gegeven. De effectiviteit van deze therapie bij ADHD is wetenschappelijk echter nog niet overtuigend aangetoond.

### Bupropion
Bupropion-hydrochloride, ingezet als antidepressivum en als hulpmiddel bij het stoppen met roken kan ook invloed hebben op ADHD-symptomen, al is het niet bestemd voor kinderen.
Bupropion is verkrijgbaar onder de merknamen Wellbutrin en Zyban. Er is een variant met gereguleerde afgifte beschikbaar, Wellbutrin XR.